# Dani Carvajal
Daniel „Dani” Carvajal Ramos (ur. 11 stycznia 1992 w Leganés) – hiszpański piłkarz, występujący na pozycji obrońcy w hiszpańskim klubie Real Madryt oraz w reprezentacji Hiszpanii. Zwycięzca Mistrzostw Europy 2024.

## Kariera klubowa

### Real Madryt B
Carvajal urodził się w Leganés, na przedmieściach Madrytu. W wieku dziesięciu lat dołączył do akademii piłkarskiej Realu Madryt, by w 2010 zostać zawodnikiem zespołu rezerw. W swoim pierwszym sezonie w seniorskich rozgrywkach Carvajal od razu wywalczył sobie miejsce w podstawowym składzie, a także został kapitanem drużyny. Kolejny sezon był dla niego jeszcze bardziej udany, zaś rezerwy Realu po pięciu latach przerwy powróciły do Segunda División.

### Bayer Leverkusen
11 lipca 2012 po tym, jak nie udało mu się przebić do pierwszego zespołu Realu Madryt, Carvajal za kwotę 5 milionów euro trafił do niemieckiego Bayeru 04 Leverkusen, z którym podpisał pięcioletni kontrakt. W umowie sprzedaży zawodnika znalazła się klauzula, która gwarantowała Realowi możliwość wykupu zawodnika po roku za 6,5 miliona euro, po dwóch latach za 7 milionów lub po trzech latach za 8,5 miliona. W nowym zespole Carvajal zadebiutował 1 września 2012 roku podczas wygranego 2:0 meczu ligowego z Freiburgiem, po którym wybrano go do jedenastki kolejki. 25 listopada 2012 w wygranym 2:1 meczu z TSG 1899 Hoffenheim zdobył swoją pierwszą bramkę w barwach klubu.

### Real Madryt
3 czerwca 2013 oficjalna strona Bayeru poinformowała, iż Real Madryt, poprzedni klub zawodnika, skorzysta z opcji odkupu po sezonie za 6,5 miliona euro. Dyrektor sportowy niemieckiego klubu, Rudi Völler, powiedział: Jest nam przykro, że Daniel nie zostanie z nami. Wiedzieliśmy od początku, że Real Madryt prędzej czy później zauważy wartość sportową tego zawodnika. Był tak przekonujący w tym sezonie, że decyzja Królewskich nie jest dla nas niespodzianką. W pierwszym sezonie gry w składzie Realu Madryt zdobył Puchar Króla, oraz Puchar Ligi Mistrzów UEFA. W drugim sezonie z Realem Madryt nie zdobył żadnego znaczącego trofeum. W Lidze Mistrzów odpadli na etapie półfinału, a w La Lidze zajęli drugie miejsce. W sezonie 2015/2016 zdobył po raz drugi Puchar Ligi Mistrzów UEFA. W następnym sezonie zdobył podwójną koronę: wygrał Primera División i Ligę Mistrzów. Do tego dołożył Superpuchar UEFA i Klubowe Mistrzostwa Świata. W sezonie 2017/2018 po raz trzeci z rzędu zdobył Ligę Mistrzów UEFA. Oprócz tego zdobył jeszcze Superpuchar Hiszpanii, Superpuchar Europy i Klubowe Mistrzostwa Świata. W kolejnym sezonie, tj. 2018/2019 zdobył tylko Klubowe Mistrzostwa Świata. W sezonie 2019/2020 po trzech latach zdobył drugie mistrzostwo Hiszpanii i Superpuchar Hiszpanii. 30 lipca 2021 ogłosił przedłużenie kontraktu z Realem Madryt do 2025 roku. 1 czerwca 2024 strzelił gola w finale Ligi Mistrzów, który jego drużyna wygrała.

## Kariera reprezentacyjna
Swoje występy w międzynarodowych rozgrywkach Carvajal zaczynał w młodzieżowych drużynach Hiszpanii. W 2011 wystąpił na młodzieżowych Mistrzostwach Europy U-19 w Rumunii.
Dwa lata później został zawodnikiem kadry Hiszpanii na Mistrzostwa Europy U-21 w Izraelu gdzie pomógł swojej drużynie w 3 meczu fazy grupowej przeciwko Holandii.
Carvajal został powołany do szerokiej 30 osobowej kadry na Mistrzostwa Świata w piłce nożnej w Brazylii w 2014 przez Vicente’a del Bosque. 31 maja trener Hiszpanii ogłosił ostateczną kadrę 23 zawodników w której zabrakło bocznego obrońcy Realu Madryt.
29 sierpnia został powołany do kadry na eliminacje mistrzostw Europy 2016 na mecz z Macedonią i towarzyski mecz z Francją.
4 września zadebiutował w reprezentacji w przegranym meczu z Francją 0:1, gdzie rozegrał pełne 90 minut.
W 2016 znalazł się w kadrze na Mistrzostwa Europy we Francji. Udział w mistrzostwach uniemożliwiła mu kontuzja, której nabawił się podczas finałowego meczu Ligi Mistrzów pomiędzy Realem Madryt a Atlético Madryt.

## Statystyki klubowe
Aktualne na 16 marca 2024.
| Klub                | Sezon              | Liga  | Liga   | Puchar kraju | Puchar kraju | Europa | Europa | Inne1 | Inne1  | Suma  | Suma   |
| Klub                | Sezon              | Mecze | Bramki | Mecze        | Bramki       | Mecze  | Bramki | Mecze | Bramki | Mecze | Bramki |
| ------------------- | ------------------ | ----- | ------ | ------------ | ------------ | ------ | ------ | ----- | ------ | ----- | ------ |
| Real Madryt B       | 2010/11            | 30    | 1      | –            | –            | –      | –      | –     | –      | 30    | 1      |
| Real Madryt B       | 2011/12            | 38    | 2      | –            | –            | –      | –      | –     | –      | 38    | 2      |
| Real Madryt B       | Łącznie            | 68    | 3      | –            | –            | –      | –      | –     | –      | 68    | 3      |
| Bayer 04 Leverkusen | 2012/13            | 32    | 1      | 2            | 0            | 2      | 0      | –     | –      | 36    | 1      |
| Real Madryt         | 2013/14            | 31    | 2      | 4            | 0            | 10     | 0      | –     | –      | 45    | 2      |
| Real Madryt         | 2014/15            | 30    | 0      | 3            | 0            | 5      | 0      | 5     | 0      | 43    | 0      |
| Real Madryt         | 2015/16            | 22    | 0      | 0            | 0            | 8      | 1      | –     | –      | 30    | 1      |
| Real Madryt         | 2016/17            | 23    | 0      | 4            | 0            | 11     | 0      | 3     | 1      | 41    | 1      |
| Real Madryt         | 2017/18            | 25    | 0      | 4            | 0            | 8      | 0      | 4     | 0      | 41    | 0      |
| Real Madryt         | 2018/19            | 24    | 1      | 4            | 0            | 6      | 0      | 3     | 1      | 37    | 1      |
| Real Madryt         | 2019/20            | 31    | 1      | 2            | 0            | 7      | 0      | 2     | 0      | 42    | 1      |
| Real Madryt         | 2020/21            | 13    | 0      | 0            | 0            | 2      | 0      | 0     | 0      | 15    | 0      |
| Real Madryt         | 2021/22            | 24    | 1      | 0            | 0            | 11     | 0      | 1     | 0      | 36    | 1      |
| Real Madryt         | 2022/23            | 27    | 0      | 3            | 0            | 11     | 0      | 4     | 0      | 45    | 0      |
| Real Madryt         | 2023/24            | 22    | 4      | 1            | 0            | 6      | 0      | 2     | 1      | 31    | 5      |
| Real Madryt         | Łącznie            | 272   | 9      | 25           | 0            | 85     | 1      | 24    | 2      | 406   | 12     |
| Łącznie w karierze  | Łącznie w karierze | 372   | 13     | 27           | 0            | 87     | 1      | 24    | 2      | 510   | 16     |

1 W tym Superpuchar Hiszpanii, Superpuchar UEFA i Klubowe Mistrzostwa Świata

## Sukcesy

### Real Madryt
- Mistrzostwo Hiszpanii: 2016/2017, 2019/2020, 2021/2022, 2023/2024
- Puchar Króla: 2013/2014, 2022/2023
- Superpuchar Hiszpanii: 2017, 2019/20, 2021/22, 2023/24
- Liga Mistrzów UEFA: 2013/2014, 2015/2016, 2016/2017, 2017/2018, 2021/2022, 2023/2024
- Superpuchar UEFA: 2014, 2016, 2017, 2022, 2024
- Klubowe mistrzostwo świata: 2014, 2016, 2017, 2018, 2022

### Hiszpania
- Liga Narodów UEFA: 2022/2023
- Mistrzostwo Europy U-19: 2011
- Mistrzostwo Europy U-21: 2013
- Mistrzostwo Europy: 2024

### Wyróżnienia
- Jedenastka Roku w Bundeslidze według Kickera: 2013
- Drużyna Roku w Lidze Mistrzów UEFA: 2014, 2017